# 183 a. C.
El año 183 a. C. fue un año del calendario romano prejuliano. En el Imperio romano, fue conocido como el año 571 Ab Urbe condita.

## Acontecimientos

### República romana
- Se establecen colonias romanas en Mutina (más tarde Módena), Pisa y Parma en el norte y centro de Italia.
- El general romano Escipión el Africano muere en Literno en Campania.
- El estadista romano Tito Quincio Flaminino es enviado a la corte de Prusias I, rey de Bitinia, para demandar la rendición del general y estadista cartaginés Aníbal. Cuando Aníbal descubre que Prusias va a estar conforme con las exigencias romanas y traicionarlo, se envenena en la ciudad de Libisa en Bitinia.

### Grecia
- La ciudad de Mesene se rebela contra la Liga aquea. Cuando el general de la Liga aquea, Filopemen, interviene e intenta controlar la rebelión, es capturado durante una escaramuza y apresado. Luego se le da veneno de manera que pueda morir honorablemente.

## Fallecimientos
- Suicidio de Aníbal Barca, general cartaginés.
- Escipión el Africano, general romano.
- Lucio Cornelio Escipión Asiático, general romano, hermano de Escipión el Africano.